# Der Priester
Der Priester ist ein britischer Spielfilm von Regisseurin Antonia Bird aus dem Jahr 1994.

## Handlung
Der junge Priester Greg Pilkington tritt seine erste Stelle in einer kleinen Gemeinde eines ärmeren Viertels von Liverpool an. Er trifft hier auf den älteren Pfarrer der Gemeinde Matthew Thomas. Greg ist äußerst konservativ mit sehr strikten Anschauungen, was zugleich zu Konflikten mit Matthew Thomas führt, der seit Jahren eine heimliche Beziehung zu seiner Haushälterin Maria Kerrigan hat. Für diese Liebe zeigt der junge Priester kein Verständnis. Doch auch Gregs Gefühle geraten durcheinander, als er sich in den jungen Graham verliebt. Der zu Beginn so selbstsichere Greg fühlt sich plötzlich hilflos. Diese Hilflosigkeit wird noch verstärkt, als die 14-jährige Lisa ihm den sexuellen Missbrauch durch ihren Vater beichtet. Seine Welt bricht schließlich endgültig zusammen, als er von der Polizei beim Sex mit Graham in einem Auto erwischt wird. Seine Homosexualität wird nun öffentlich. Der junge Priester steht bereits vor dem Ende seines Priesterlebens. Matthew Thomas kann ihn jedoch überreden, in seine Gemeinde zurückzukommen. Gemeinsam leiten die beiden Priester die Heilige Messe. Als auch Greg die Heilige Kommunion austeilt, wird er von der Gemeinde jedoch ignoriert. Lediglich Lisa hält zu ihm und demonstriert dies, indem sie die Heilige Kommunion von ihm empfängt.

## Kritiken
„Der von einem vielschichtig angelegten Drehbuch getragene Film verbindet eine realistische Milieuschilderung mit dramatisch zugespitzten Höhepunkten, behält dabei eine notwendige Offenheit, die Anstöße bietet, nicht nur zur Diskussion der Rolle des Priesters, sondern auch von allgemein christlichen Themen wie die Suche nach Gott, Sakramente, Schuld, Versöhnung.“

## Auszeichnungen
Der Film nahm 1994 am Internationalen Filmfestival von Toronto teil und wurde mit dem Publikumspreis ausgezeichnet. Bei den Internationalen Filmfestspielen von Berlin erhielt er 1995 den Teddy Award.